# Comuna Cervonoblahodatne, Hornostaiivka
Cervonoblahodatne (în ucraineană Червоноблагодатне) este o comună în raionul Hornostaiivka, regiunea Herson, Ucraina, formată din satele Cervonoblahodatne (reședința), Iasna Poleana, Krasne și Lopatkî.

## Demografie
Componența lingvistică a comunei Cervonoblahodatne
     Ucraineană (85,71%)
     Rusă (3,57%)
     Alte limbi (0,56%)
Conform recensământului din 2001, majoritatea populației comunei Cervonoblahodatne era vorbitoare de ucraineană (85,71%), existând în minoritate și vorbitori de rusă (3,57%).